# Handball-Landesliga Bayern 2007/08
Die Handball-Landesliga Bayern 2007/08 wurde unter dem Dach des Bayerischen Handballverbandes (BHV) organisiert, sie ist die zweithöchste Spielklasse des bayerischen Landesverbandes und wird hinter der Bayernliga als fünfthöchste Liga im deutschen Ligensystem geführt.

## Saisonverlauf
Landesliga Nordmeister wurde der TB 03 Roding und Vizemeister die TSV 1923 Rödelsee. Südmeister war SC Freising und Vizemeister der TSV Göggingen.  Alle vier Teams konnten direkt in die Bayernliga 2008/09 aufsteigen.

### Modus
Die in Gruppe Nord und Süd eingeteilte Liga bestand aus je zwölf Mannschaften. Es wurde eine Hin- und Rückrunde gespielt. Platz eins jeder Gruppe war Staffelsieger und Direktaufsteiger in die Bayernliga. Die zweiten Plätze waren ebenfalls direkt für die Bayernliga 2008/09 qualifiziert. Die Platzierungen zehn bis zwölf jeder Gruppe waren Direktabsteiger.

## Teilnehmer
Nicht mehr dabei waren die Aufsteiger der Vorsaison SG DJK Rimpar (Nord), TSV Winkelhaid (Nord), TSV Haunstetten (Süd) sowie je drei Absteiger aus der Nord- und Südgruppe. Neu dabei waren die Absteiger aus der Bayernliga HG Ansbach, TB 03 Roding und ASV Cham dazu die Aufsteiger aus den Bezirksligen.

Bereich des „Bayerischen Handballverbandes“

### Meisterschaft
| Gruppe Süd 1. Platz: SC Freising 2. Platz: TSV Göggingen | Gruppe Nord 1. Platz: TB 03 Roding (A) 2. Platz: TSV 1923 Rödelsee |

(A) = Bayernliga Absteiger

### Aufstiegsrelegation
Wurde nicht ausgetragen, da die Vizemeister beider Gruppen Aufstiegsrecht bekamen.